# 오치씨
오치 씨(越智氏)는 「오치」를 우지(氏)로 사용하는 일본의 씨족(氏族)이다.
고대 일본의 이요국(伊予国, 지금의 일본 시코쿠 에히메현)의 호족 가운데 하나로 야마토국(大和国)에도 오치를 우지로 쓰는 집안이 있었고, 이들은 세이와 겐지(清和源氏) 요리치카류(頼親流)였다. 이요노카미(伊予守) 배출이나 난카이도(南海道) 발전에서 이요 오치 씨와의 관계를 부각시키는 설도 있으나, 입증할 수 있는 증거가 충분하지 않다.

## 개요
오치 우지는 오치노사토(越智郷, 지금의 이마바리 시 고쿠분 부근)를 본거지로 한다. 5세기 후반에 긴키 정권(近畿政権)의 구니노 미야쓰코(国造)제도에 따라, 현대 일본의 에히메 현 동부에는 다섯 개의 구니노 미야쓰코가 존재했고 이들이 지역의 지배자가 되었다. 그 가운데 하나인 모노노베노 오오니이가와(物部大新河)의 손자 오이치노 구니노 미야쓰코(小市国造小致)가 오치 씨의 시조라 알려져 있다. 구니노미야쓰코 본기(国造本紀)에는 8세기 초두에 일본에서 시행된 율령제에 따라 14군으로 늘어나고 오이치노 구니노 미야쓰코 고무네(小市国造小致)는 오치노 고리(越智郡里)가 되었고, 이곳에 이요의 고쿠후(国府)나 고쿠분지(国分寺)가 세워졌다고 한다. 《화명류취초》(和名類聚抄)에는 오치 씨와 고쿠후 사이의 관계에 대해 오치 씨가 원래 재지 호족이었다고 보는 설도 있다. 율령제 아래에서의 고쿠후 위치에 대해서는 고쿠분지 부근으로 비정하고 발굴 조사도 시행되었으나, 이렇다 할 성과는 거두지 못했다.
오치의 인물로써 최초로 역사 기록에 등장한 것은 오치 군대령(越智郡大領)의 선조라는 오치노 아타이(越智直)이다. 그는 663년의 백강구 전투에서 왜병으로 참전했다가 포로가 되었는데, 관음보살(観音菩薩)의 영험 덕분에 무사히 돌아올 수 있었고 귀국하고 나서 관음보살을 모신 절을 세웠다고 하는 이야기가 《일본영이기》(日本霊異記)에 남아 있다. 해당 절의 장소는 확실히 알 수 없지만, 이야기 자체에 대해서는 당시 일본 조정의 중앙집권화에 따라 오치 씨의 현지에서의 지배력이 저하되는 가운데 불교를 통해 현지에서의 지배력을 재구축하고자 했던 것으로 해석되고 있다.
이요의 역사에서 진고게이운(神護景雲) 원년(767년)에 조정에 공물을 바치고 관위를 받았다는 오치 군대령 「오치노아타이 아스카마로(越智直飛鳥麻呂)」와 「오치노아타이 구니마스(越智直国益)」가 역사상 최초로 등장하는 오치 씨였다. 덴랴쿠(天暦) 2년(948년)에 이요 국에서 해적을 평정하는데 공을 세웠다는 오치노 모치타다(越智用忠)」에게 관위가 주어졌고 죠헤이 덴교의 난(承平天慶の乱)에서 조정측에 서서 싸웠다고 한다. 에이엔(永延) 원년(987년)에 후지와라 섭관 가문 당주의 저택인 히가시 산조 저택(東三条第)에서 스모 시합이 벌어졌는데 오치노 쓰네요(越智常世)가 이요에서 조수로써 참가하는 등 그 뒤로도 일본의 역사에서 오치 씨는 자주 등장하였으나, 오치노 다메야스(越智為保)가 이요추포사(伊予追捕使)로 임명되었던 죠호(長保) 4년(1002년 이후 오치 씨가 이요의 역사에서 큰 역할을 맡는 일은 없었다.
간닌(寛仁) 2년(1018년)에 이요노카미 미나모토노 요리미쓰(源頼光)가 후지와라노 미치나가(藤原道長)에게 그의 쓰치미카도도노(土御門殿) 저택의 가구 일체를 바쳤다고 되어 있는데, 11, 12세기부터 국영 지배의 실권을 장악한 것은 재청관인(在庁官人)이라 불리던 지방호족들이었고, 겐지는 이요노카미 부임 시절 오치 씨와 모종의 관련이 있었을 것으로 보이며, 미나모토노 요리미쓰는 세이와 겐지의 3대 당주로써 그의 이복 동생이 야마토 오치 씨의 선조로 알려진 미나모토노 요리치카(源頼親)였던 점, 오치 씨는 이후 시기상으로 이요에서 자취를 감춘다는 점에서 오치 씨가 그들의 활약 거점을 이요에서 야마토로 옮겼다고 볼 수 있다.
오치 씨의 분파였던 고노 씨(河野氏)의 기록인 예장기(予章記) 등에서 오치 씨를 많이 언급하고 있지만, 전설적인 천황인 고레이 천황(孝霊天皇)의 제3황자였다는 이요 황자(伊予皇子)의 셋째 아들을 시조로 한다는 등의 수식이 더해져 있어 신빙성이 낮고, 오치 씨 자체의 역사는 알 수 없는 점이 많다. 일반적으로 오치 씨의 계보는 고노 씨의 것과 마구 뒤섞여 있어서 의문을 제기하는 목소리가 적지 않다.

## 같이 보기
- 모노노베 우지
- 고노씨